# Tercera Revolución Industrial

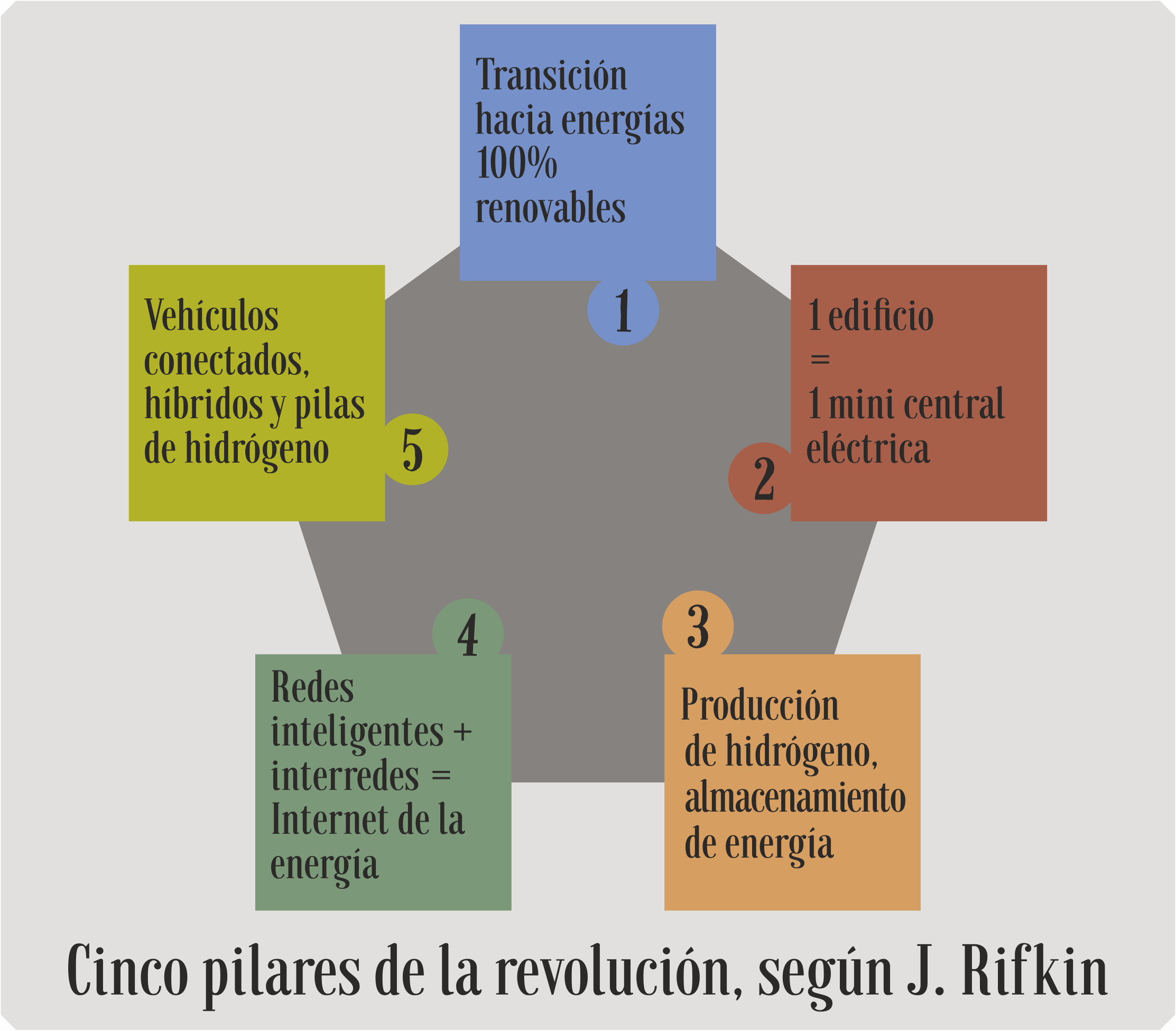
Diagrama mostrando los 5 pilares de la segunda Revolución Industrial. El pico del futuro escenario planteado por el llamado Negavatio utilizará un almacenamiento intermedio de energía a través de metano inyectado en depósitos subterráneos, así como a través de energía aportada a la propia red. Así mismo, será posible enriquecer el gas inyectado como reserva con algo de hidrógeno puro.

Número de países que tienen una crisis bancaria en cada año desde 1800 en adelante. Esta información se basa en el libro This time is different: Eight centuries of financial folly, donde se maneja información solamente de unos 70 países. La tendencia al alza general que se observa en esta figura, podría atribuirse a muchos factores, y uno de ellos es un aumento gradual en el porcentaje de personas que reciben dinero por su tarea o trabajo. El aspecto llamativo de este gráfico es la virtual ausencia de crisis bancarias durante el período de aplicación de los Acuerdos de Bretton Woods (1945-1971). Este análisis es similar al que se presenta en la figura 10.1 en la publicación Reinhart-Rogoff-2009.

La Tercera Revolución Industrial (también llamada RCT) es un nuevo concepto y una fusión de ideas, que fuera planteado por Jeremy Rifkin, y avalado por el Parlamento Europeo en una declaración formal aprobado en junio de 2006. Esta temática ha sido desarrollada por el autor intensamente a lo largo de los últimos años en diferentes medios y reuniones. El documental de “Vice Documentary Films” expone resumidamente de boca del autor cómo puede ser entendida y promovida esta revolución, así como su fundamental importancia para la humanidad.
En el transcurrir de la historia, las transformaciones económicas suelen presentarse cuando convergen las nuevas tecnologías de la comunicación con los nuevos sistemas de generación energética. Las nuevas formas de comunicación se convierten en el medio de organización y gestión que las civilizaciones más complejas han hecho posible mediante el desarrollo y el uso de nuevas fuentes de energía. La conjunción en el siglo XXI del avance de las tecnologías de las comunicaciones, junto al gran desarrollo y uso de Internet, así como de las energías renovables, están dando lugar a lo que bien podríamos llamar "Tercera Revolución Industrial" o ''Tercera Revolución Tecnológica'', la que estaría caracterizada por:
1. El cambio a una mayor utilización de las energías renovables.
2. Una transformación cada vez mayor de cierto tipo de edificaciones en generadores de energía propiamente dichas.[6]
3. El desarrollo de las baterías recargables, de la Pila de Combustible, y de otras nuevas tecnologías de almacenamiento de energía.
4. El desarrollo de la red eléctrica inteligente o red de distribución de energía eléctrica “inteligente” (smart grid).
5. El desarrollo del transporte basado en el vehículo eléctrico (vehículos todo-eléctricos, híbridos enchufables e híbridos eléctricos regulares) así como de pilas de combustible, utilizando la electricidad renovable como energía de propulsión.[7][8][9]

### Características de la Primera y la Segunda Revolución Industrial
La Revolución Industrial fue inicialmente impulsada y promovida por la máquina de vapor; su introducción en la industria transformó el medio en la herramienta que desarrolló y consolidó la llamada Primera Revolución Industrial.
En la primera década del siglo XX, la energía eléctrica convergió con el motor de combustión interna, propulsada por combustibles fósiles, principalmente derivados del petróleo, dando lugar a la llamada Segunda Revolución Industrial. Las fábricas iniciaron entonces la era de la industrialización producción masiva de bienes manufacturados, siendo el automóvil el más importante de ellos. Henry Ford comenzó a producir en masa el coche de motor de gasolina Modelo T, alterando la dinámica espacial y temporal de la sociedad, sin perjuicio de la falta de sostenible que iba a ocasionar el transporte individual mediante el motor de combustión interna o como le diesen el Internet.

## Comercio y globalización
La revolución industrial es uno de los aspectos más influyentes en la nueva sociedad y en el comercio internacional, facilitando el desarrollo y la inversión en las tecnologías. Uno de los impactos más representativos de la tecnología y la globalización ha sido el comercio electrónico o e-commerce, el cual consiste en una actividad económica en la que se ofrecen servicios, bienes o productos a través de internet.

## Propuesta para una nueva Declaración Universal de Derechos y Responsabilidades Humanas
Jeremy Rifkin en el documental sobre el tema filmado por Vice, el autor hace una pregunta provocativa al público: "¿Cuánto tardará colaborativamente una generación de jóvenes en preparar una lista de datos para una declaración de responsabilidades humanas y de protección de la raza humana, de nuestros compañeros los animales y el planeta en el que vivimos?".[cita requerida]

## Galería de imágenes

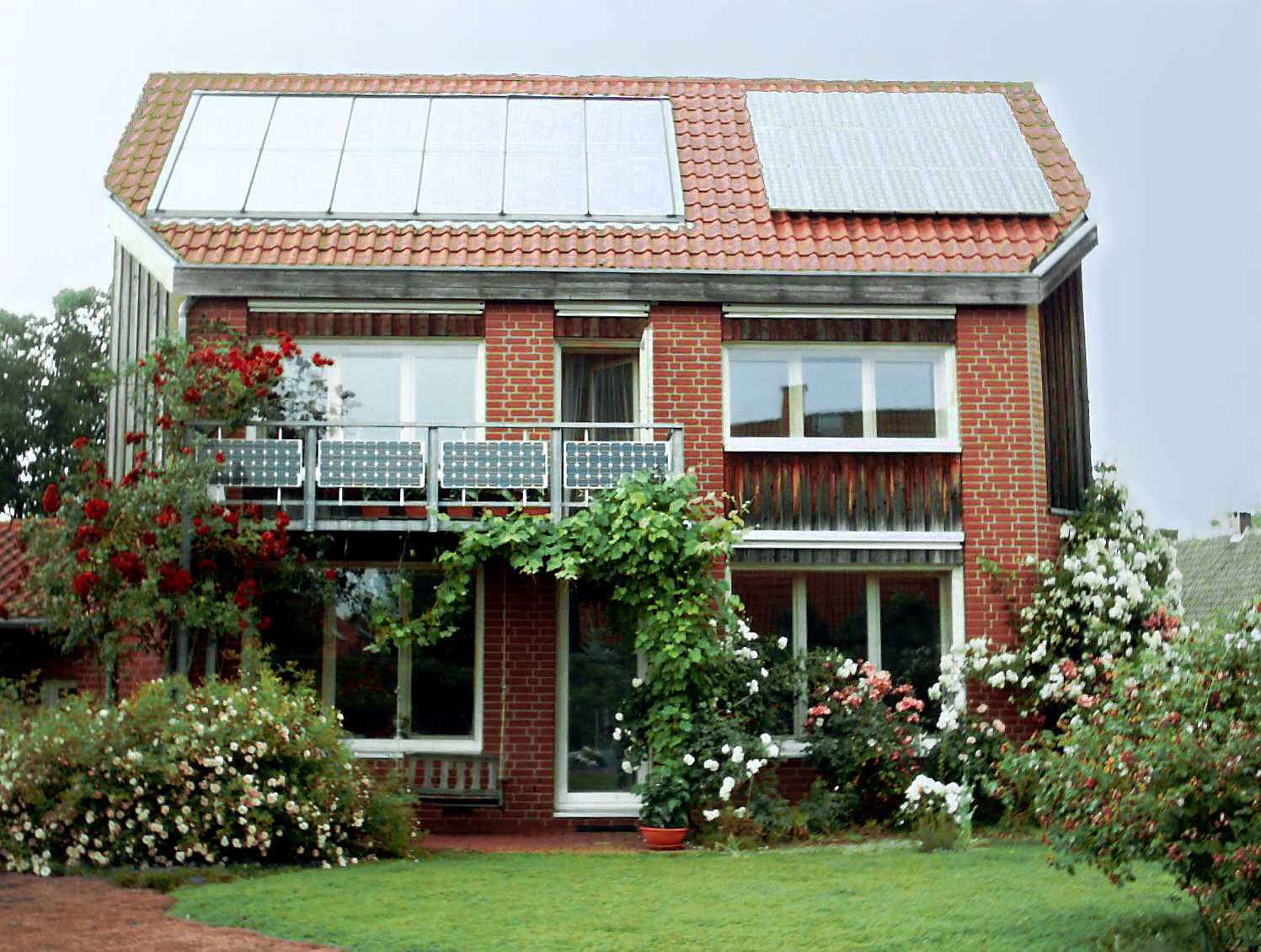
Casa de energía cero en Baja Sajonia, Alemania
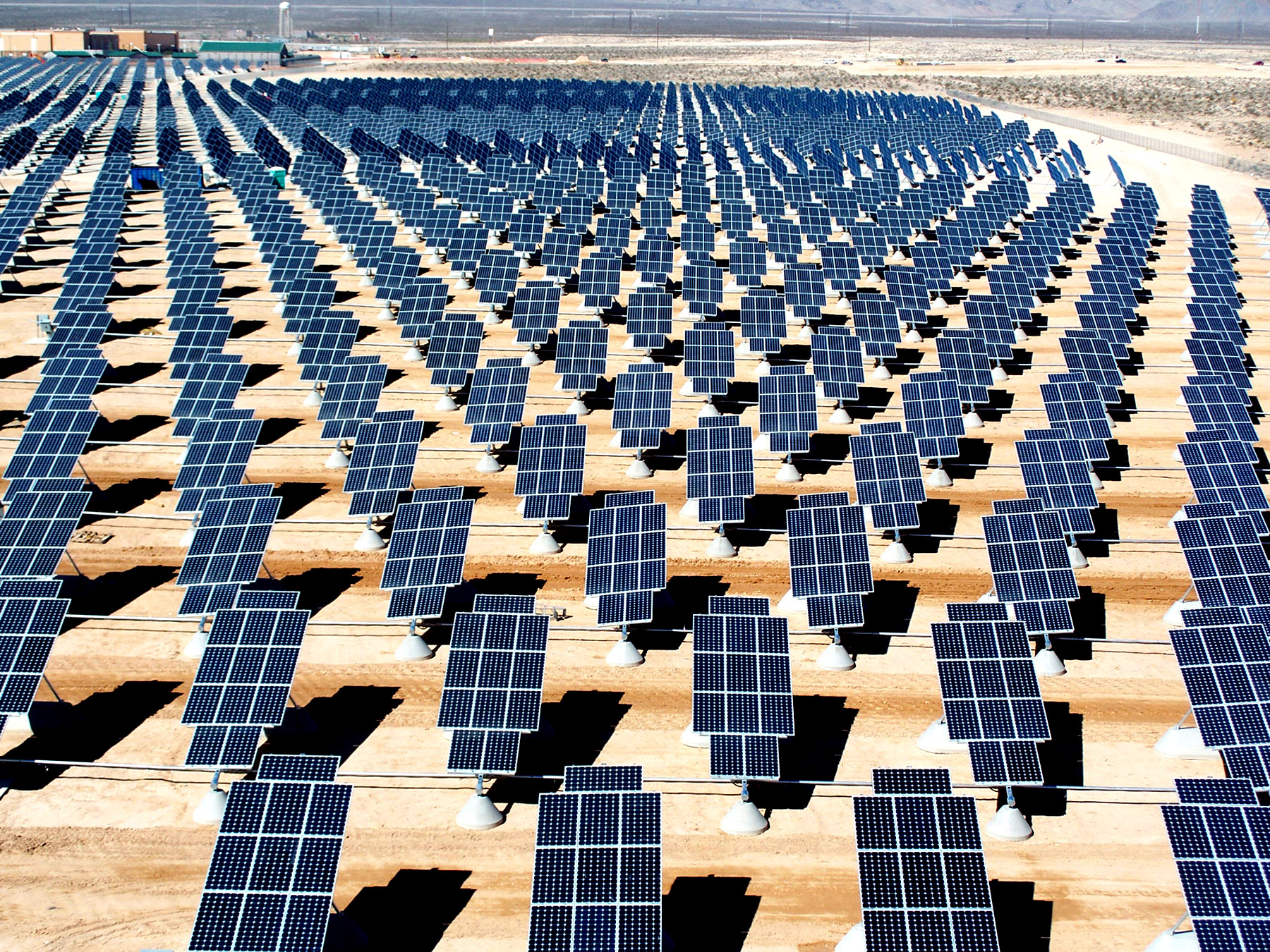
Planta de energía solar de la Fuerza Aérea de Estados Unidos
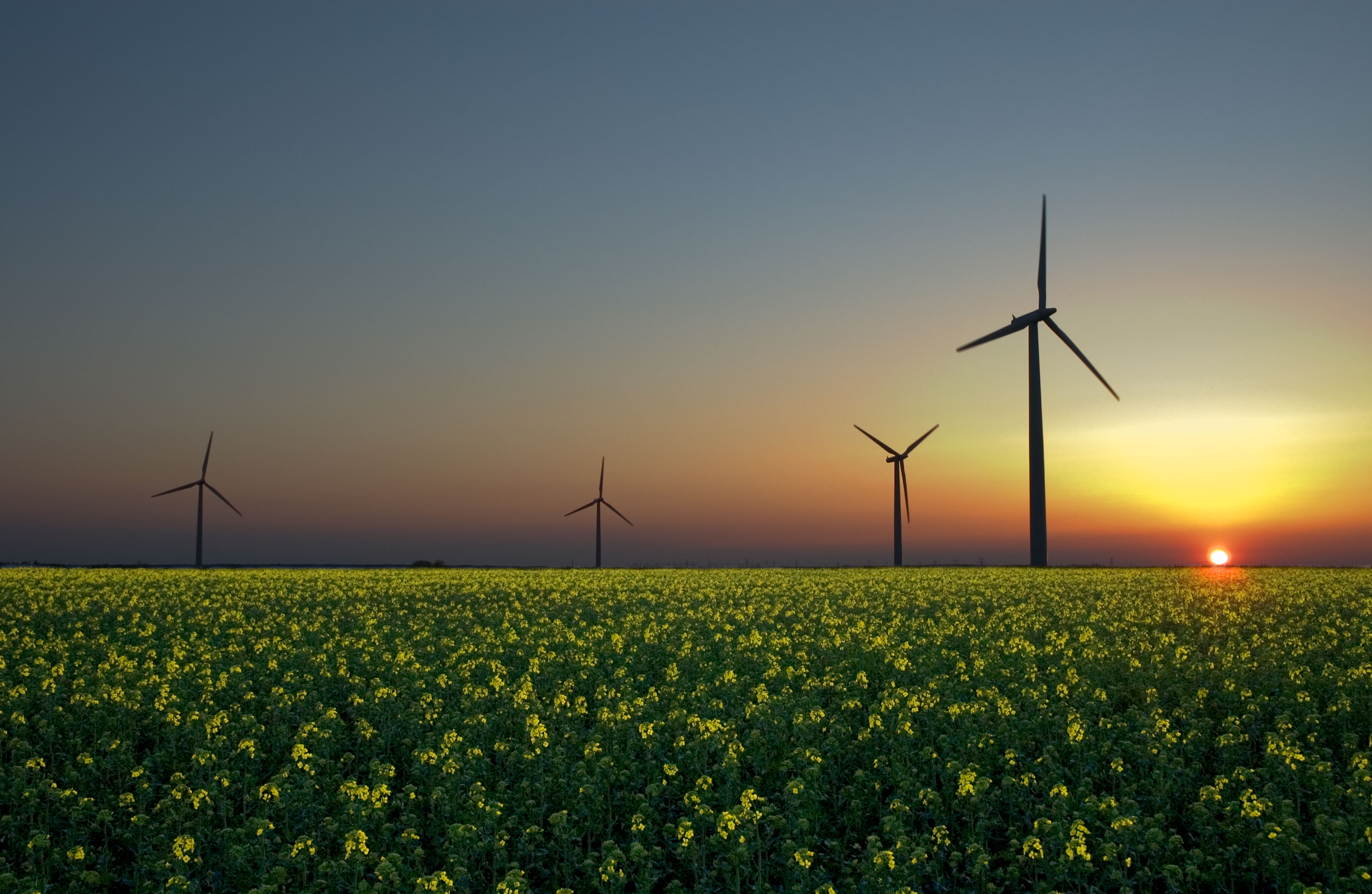
Aerogeneradores en un campo de colza, en Sandesneben, Alemania
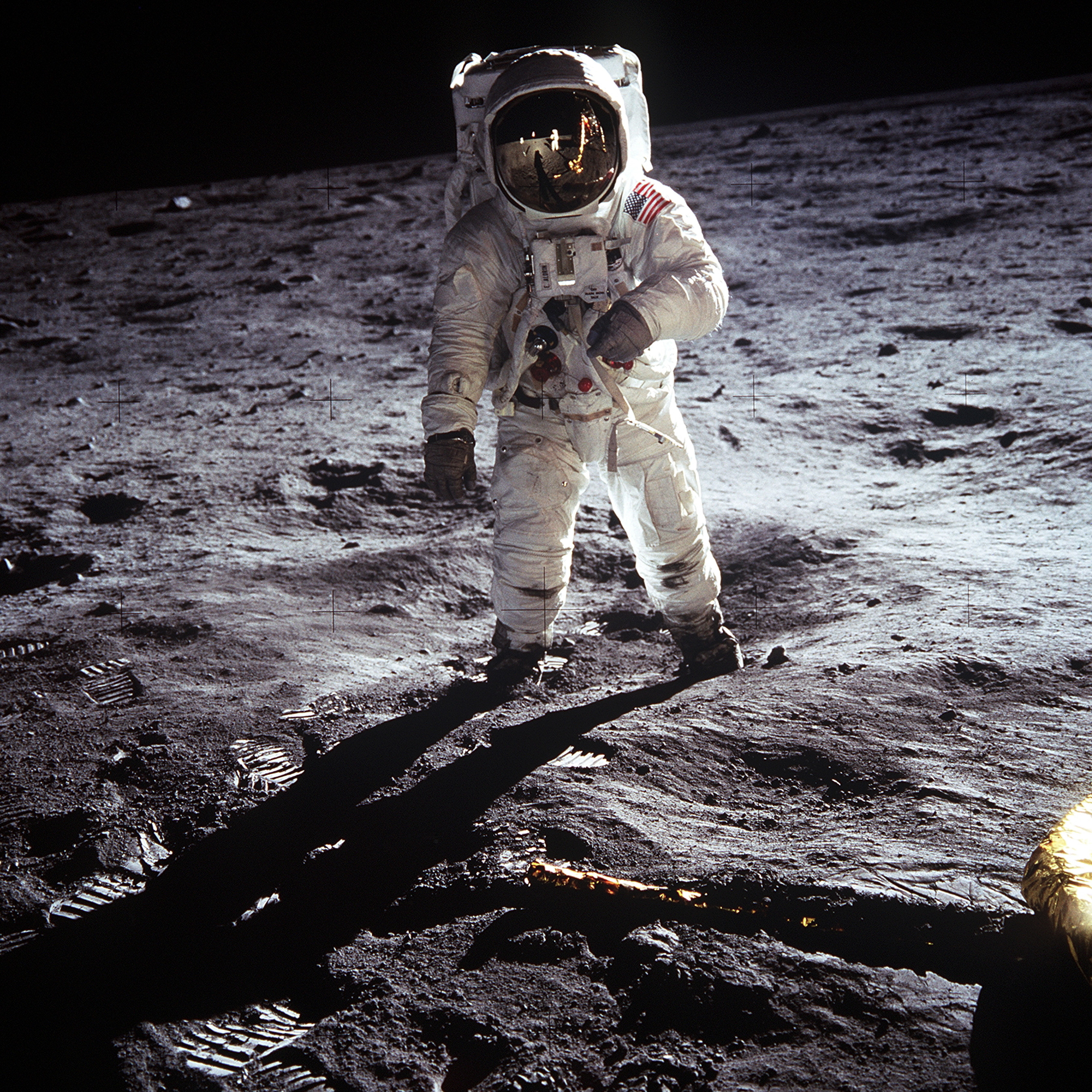
Hazaña tecnológica, Buzz Aldrin caminando en la Luna, julio de 1969

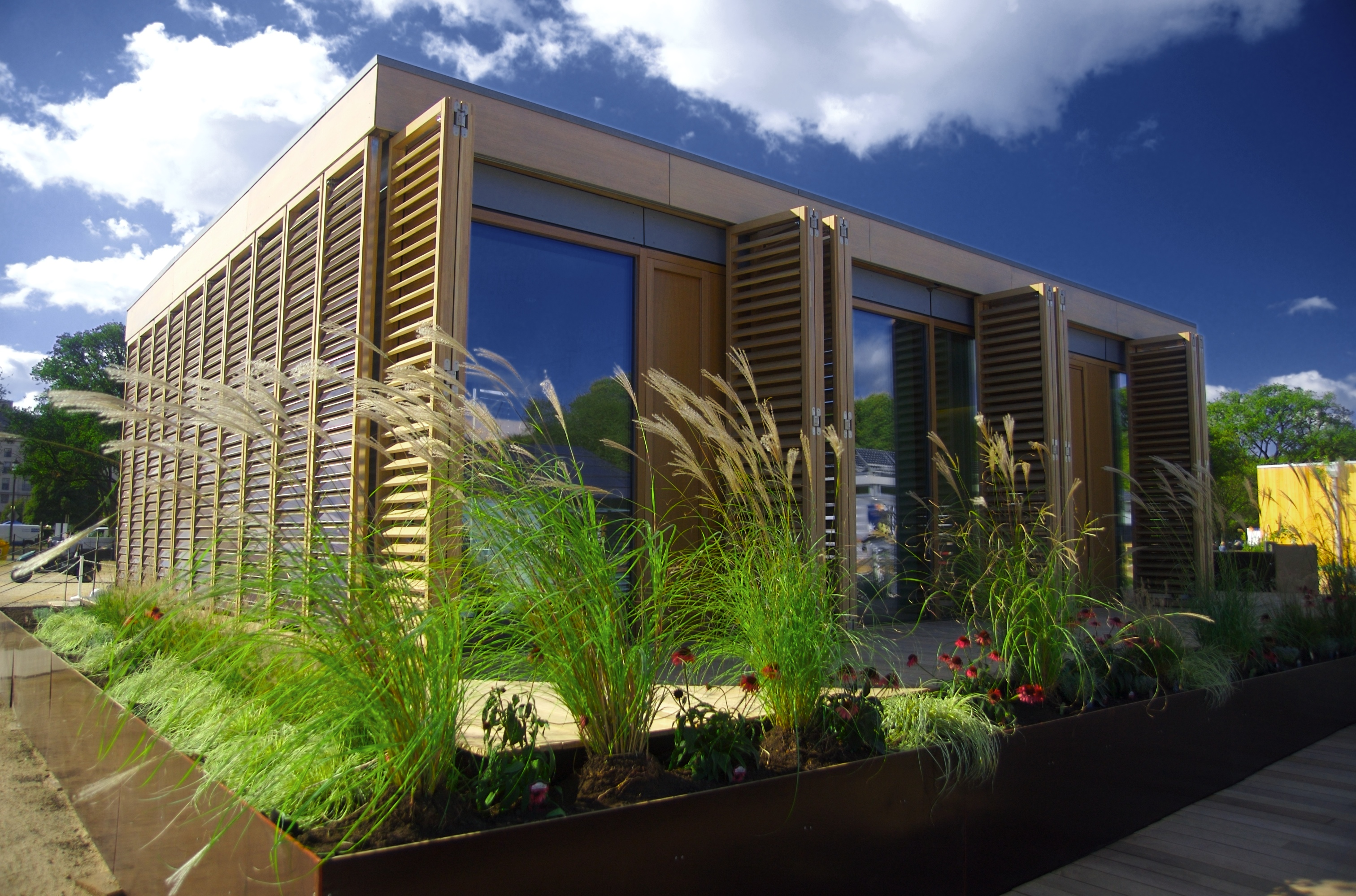
Casa solar pasiva diseñada para climas subtropicales húmedos